# Плющенко, Евгений Викторович
Евге́ний Ви́кторович Плю́щенко (род. 3 ноября 1982, Джамку, Хабаровский край, РСФСР, СССР) — российский фигурист, выступавший в одиночном катании. Заслуженный мастер спорта России. Двукратный олимпийский чемпион (2006 года в одиночном катании, 2014 года в командных соревнованиях), двукратный серебряный призёр Олимпийских игр (2002 и 2010 годов), трёхкратный чемпион мира (2001, 2003, 2004), семикратный чемпион Европы (2000, 2001, 2003, 2005, 2006, 2010, 2012), четырёхкратный победитель финалов мировой серии Гран-при по фигурному катанию (1999/2000, 2000/2001, 2002/2003, 2004/2005), чемпион мира среди юниоров (1997) и десятикратный чемпион России.
Делит с Йиллисом Графстрёмом рекорд по количеству олимпийских наград в мужском одиночном катании (по 4). Является рекордсменом по числу побед на чемпионатах России среди всех дисциплин фигурного катания.
Евгений Плющенко стал первым фигуристом, выполнившим на соревнованиях каскад четверной тулуп—тройной тулуп—тройной риттбергер (на Кубке России в 2002), первым среди мужчин выполнил вращение бильман, каскад тройной аксель-ойлер-тройной флип (2001). 31 марта 2017 года заявил о завершении спортивной карьеры.

## Биография
Евгений Плющенко родился 3 ноября 1982 года в посёлке Джамку в Солнечном районе Хабаровского края, куда из Волгограда его родители приехали строить БАМ. Отец — Виктор Борисович Плющенко, плотник, родился в Донецке, Ростовской области. Мать — Татьяна Васильевна Плющенко. Когда ему было 3 года, семья переехала в Волгоград.
В возрасте 4 лет начал заниматься фигурным катанием, к которому его приобщила мать, первым тренером стала Татьяна Николаевна Скала. В первые годы занятий стал выполнять вращение бильман.
Из-за закрытия волгоградской ледовой арены, на которой тренировался Плющенко, ему пришлось в 11 лет без родителей переехать в Санкт-Петербург. Мать приехала только на следующий год, отец и сестра Елена остались в Волгограде. Тренером Плющенко стал Алексей Мишин. Будучи убеждённым в таланте ученика, Мишин на протяжении трёх лет оплачивал петербургскую квартиру Плющенко, который тренировался в группе с Алексеем Урмановым и Алексеем Ягудиным. Последний стал его многолетним соперником, особенно после своего перехода в 1998 году к выдающемуся тренеру Татьяне Тарасовой. Дебютировал на международной арене в 1995 году на чемпионате мира среди юниоров. На Чемпионат Мира 1998 года Плющенко попал после отказа от участия в нём Ильи Кулика и сразу занял третье место (в произвольной программе откатав без четверных прыжков). После ряда побед в сезоне 1999—2000 на чемпионате мира в произвольной программе допустил несколько ошибок (в том числе на четверном тулупе) и остался лишь четвёртым. В следующем сезоне (2000/2001) Плющенко выиграл все турниры, в которых принимал участие, в том числе второй раз подряд чемпионат Европы (с двумя четверными прыжками, в том числе в каскаде прыжков четверной-тройной-двойной) и впервые в карьере чемпионат мира, где Евгений представил свой ставшим знаменитым показательный номер «Sexbomb».
На этапе Гран-При Кубок России Плющенко впервые в истории выполняет самый сложный по сей день каскад прыжков: четверной тулуп—тройной тулуп—тройной риттбергер (4+3+3). Однако на Олимпиаде-2002 Плющенко упал с четверного прыжка в короткой программе (заняв 4 место), в произвольной в каскаде 4+3+3 тройной риттбергер был приземлён на внутреннее ребро с касанием свободной ноги, затем фигурист впервые в истории исполнил чисто каскад «тройной аксель — ойлер — тройной флип», в итоге заняв второе место. После ухода Ягудина из спорта Плющенко выиграл чемпионаты мира 2003 и 2004 годов, заметно опередив конкурентов. На чемпионате мира 2004 судьи в произвольной программе выставили 4 оценки 6,0 за артистизм. На чемпионате мира 2005 года в Москве выбыл после короткой программы из-за травмы.
Главным стартом любительской карьеры Плющенко стала Олимпиада-2006. В короткой программе на музыку Пуччини абсолютно чисто выполнил все 8 элементов, включая каскад четверной тулуп — тройной тулуп и тройной аксель, за дорожку шагов самого высокого, четвёртого уровня ряд судей поставили максимальную надбавку +3 (по новой системе судейства), в итоге преимущество перед соперниками оказалось почти 11 баллов. В произвольной на музыку Нино Рота чисто были выполнены каскад четверной тулуп — тройной тулуп — двойной риттбергер, два тройных акселя и два тройных лутца (вторые прыжки в каскаде исполнены с двойным тулупом), два вращения и дорожка шагов четвёртого уровня. В итоге Плющенко победил с колоссальным преимуществом — более 27 баллов (что равноценно трём четверным или семи тройным тулупам) над занявшим 2 место Стефаном Ламбьелем.
После победы на Олимпийских Плющенко взял перерыв в качестве спортсмена-любителя. Начиная с 2007 года Плющенко регулярно заявлял о своём возвращении в большой спорт. Наконец, в октябре 2009 года он принял участие в серии Гран-при сезона 2009—2010. На московском этапе «Rostelecom Cup» выиграл, опередив ближайшего соперника на 26 баллов. В обеих программах Плющенко исполнил каскад «четверной тулуп — тройной тулуп», тройные аксели, в произвольной программе импровизировал с элементами. Начал подготовку к участию в Олимпиаде в Ванкувере.
В декабре 2009 года Евгений Плющенко в восьмой раз стал чемпионом России. При этом российские судьи поставили ему в короткой программе 100,09 баллов и 271,59 по сумме двух программ. Российские СМИ, заявляя о мировом рекорде, не акцентировали внимание читателей на том, что эти баллы не учитываются в официальной статистике Международного союза конькобежцев, в зачёт идут только баллы, полученные на турнирах, проводимых ИСУ. Кроме того, на внутренних российских соревнованиях спортсменам даются бонусы (за исполнение особо сложных прыжков и каскадов), которых нет в международной системе оценок. Плющенко получил такой бонус в короткой программе.
В январе 2010 года Плющенко выиграл чемпионат Европы 2010 в Таллине, установив новый мировой рекорд, на этот раз учитываемый ИСУ, по оценке за короткую программу — 91,30 и побив тем предыдущий рекорд (90,66 баллов), установленный им же на Олимпиаде 2006 года.
На Олимпийских играх в Ванкувере выиграл серебряную медаль, уступив победителю Эвану Лайсачеку лишь 1,31 балла. После этого Плющенко заявил о предвзятости судейства («здесь уже позиция была поставлена») и о том, что «фигурное катание катится назад»; эти утверждения поддерживаются одними экспертами, и оспариваются другими.
Собирался выступить на мировом первенстве. Однако за три дня до начала соревнований снялся с турнира по рекомендации врачей.
Заявил о своём желании участвовать в соревнованиях до Олимпиады 2014 года в Сочи при условии, что Федерация фигурного катания России будет «давать возможности и оказывать финансовую поддержку».
28 июня 2010 года Международный союз конькобежцев распространил сообщение о лишении права допуска Евгения Плющенко на соревнования ISU. Ему вменялось нарушение правила, по которому он выступал в шоу в марте — апреле 2010 года без разрешения национальной федерации, при этом отказавшись от участия в чемпионате мира (проходившем в конце марта) по медицинским показаниям. В пресс-релизе федерации фигурного катания России отмечалось, что «в отношении Плющенко был применён наиболее „мягкий“ вариант наказания, не исключающий возможности восстановления его статуса „допускаемого“ спортсмена по решению Совета ИСУ».
12 июня 2011 года ISU принял решение восстановить любительский статус Е. Плющенко.
В январе 2012 года в седьмой раз выиграл проходивший в английском Шеффилде чемпионат Европы, установив тем самым рекорд в послевоенной истории мужского одиночного катания. В короткой программе набрал 84.71 балла и шёл вторым с минимальным отставанием от Артура Гачинского. Плющенко безупречно откатал произвольную программу, исполнив чисто все прыжки, в том числе четверной тулуп и каскад тройной аксель-тройной тулуп, набрав рекордные для себя 176.52 балла.
На чемпионат мира 2012 года Плющенко не поехал из-за травмы мениска, который ему впоследствии прооперировали в Германии. В следующем сезоне 2012/2013 вновь в десятый раз в своей карьере выиграл чемпионат России в Сочи, и был заявлен на чемпионат Европы 2013 года в Загребе. На чемпионате в короткой программе упал с тройного акселя и снялся с соревнования по рекомендации врачей из за травмы спины. Отправился в израильскую клинику. Процесс восстановления после операции занял полгода, но уже через несколько месяцев спортсмен вернулся на лёд с целью выступить на домашней Олимпиаде, четвёртой для себя, и завоевать там свою четвёртую олимпийскую медаль.
В олимпийском сезоне 2013/14 Плющенко выиграл Volvo Open Cup, первые свои соревнования после операции и процесса восстановления, которые проходили в Риге, и набрал необходимый технический минимум ИСУ для участия на Олимпиаде, при этом набрав в произвольной программе рекордные для себя 180 баллов. На чемпионате России 2014 года лидировал после короткой программы, но в произвольной уступил Максиму Ковтуну, заняв второе место. Пропустил чемпионат Европы 2014 года с целью подготовки к зимним Олимпийским играм в Сочи. Получил право участвовать в Олимпийских играх по результатам закрытого контрольного проката перед представителями и экспертами федерации в конце января 2014 года. Отобрался на Олимпийские игры по результатам контрольного проката в январе 2014 года как единственный представитель в мужском одиночном катании от России.

### Олимпийские игры 2014
На четвёртой для себя Олимпиаде выступил в командном турнире, набрав рекордные для себя 91.39 балла, тем самым опередил действующего чемпиона мира Патрика Чана, уступив только японцу Юдзуру Ханю.
Плющенко занял второе место в короткой программе в командном турнире и принёс команде 9 очков. Выиграл произвольную программу, принеся команде 10 очков и обойдя своего главного конкурента в этой программе — канадца Кевина Рейнольдса. Сборная России выиграла командные соревнования.
13 февраля 2014 года должен был участвовать в индивидуальном турнире в одиночном катании, но снялся с соревнований в короткой программе за минуту до начала выступления в связи с травмой спины. В тот же день официально объявил о завершении спортивной карьеры. Евгений за свою карьеру завоевал 4 Олимпийские медали (2 золота и 2 серебра на 4 Олимпиадах подряд) и по этому показателю делит с Йиллисом Графстрёмом рекорд по количеству олимпийских наград в фигурном катании (по 4).

### Завершение карьеры
31 марта 2017 года Плющенко объявил о завершении карьеры.

### Карьера тренера
5 апреля 2017 года Плющенко объявил об открытии в Москве академии «Ангелы Плющенко», где он планирует готовить молодых фигуристов и выводить их на мировой уровень. В этот же день объявил о начале совместной работы с Аделиной Сотниковой, но в профессиональных соревнованиях Сотникова больше не участвовала, работая лишь в коммерческих шоу. Перед сезоном 2017/18 в группу Плющенко перешёл юниор Серафима Саханович, но быстро покинула академию после увольнения непосредственных тренеров и совета Плющенко поискать других наставников. Перед сезоном 2018/2019 в академию Плющенко пришла бывшая ученица Этери Тутберидзе Анастасия Тараканова, которая также не завершила подготовительный цикл — тренер обвинил её в нежелании работать над усложнением программы, а спортсменка обвинила Плющенко в недостатке тренировочного времени.
В 2020 году из тренерского штаба Тутберидзе вместе с подопечными Александрой Трусовой и Алёной Косторной в Академию перешёл тренер Сергей Розанов. Александра Трусова фактически перешла в Академую и начинала подготовку к сезону под руководством Плющенко мае 2020 года, но официальное подтверждение перехода пришло только 7 июня. Вместе с Трусовой в группе Плющенко начала работать и Вероника Жилина. 14 июня 2020 года Евгений Плющенко был назначен одним из тренеров сборной России по фигурному катанию. 31 июля 2020 года стало известно о переходе Алёны Косторной в группу Плющенко, однако уже 4 марта 2021 года Косторная группу покинула.
В сезоне 2020/2021, под руководством Плющенко, Трусова завоевала бронзовые медали чемпионатов России и мира. В мае 2021 года Трусова покинула группу Плющенко.
Известной ученицей Плющенко является Софья Муравьёва, включенная в состав сборной России по фигурному катанию сезона 2022/23 годов.
В феврале 2023 года после выступления своих учениц на юниорском первенстве России, где Вероника Жилина завоевала серебро, а Софья Титова стала четвёртой, Плющенко раскритиковал спортивное судейство ФФКР. Также он поддержал участие фигуристов из России в международных соревнованиях под нейтральным флагом и заговорил о возможных переходах своих учениц в иностранные федерации, если судейство по отношению к его подопечным не станет более беспристрастным. Это заявление стало резонансным и обсуждалось депутатами госдумы РФ. Генеральный директор ФФККР Александр Коган объявил, что эти слова Плющенко будут рассмотрены в комиссии по этике ФФКР. По этому вопросу высказывались известные люди, в частности олимпийская чемпионка и депутат госдумы РФ Ирина Роднина и тренер Татьяна Тарасова. В скандал была вовлечена Софья Федченко, тренер победившей на первенстве Алины Горбачёвой — она характеризовала речь прославленного спортсмена как «истерику». Плющенко подал на неё встречную жалобу в дисциплинарный комитет по этике.

## Образование
В 1998 году окончил среднюю школу № 91 Петроградского района Санкт-Петербурга. С 1994 года — учащийся ДЮСШ по фигурному катанию Санкт-Петербурга. В 2000 году поступил и в 2005 году окончил Санкт-Петербургский государственный университет физической культуры имени П. Ф. Лесгафта. С 2004 года — студент-экстерн факультета туризма и гостиничного хозяйства Санкт-Петербургского государственного инженерно-экономического университета.

## Помимо спорта
В 1990-е годы был нищим и собирал бутылки.
Носит звание старшего лейтенанта российской армии.
В феврале 2007 года был ведущим шоу «Властелин горы» на Первом канале.
В марте 2007 года был избран депутатом Законодательного собрания Санкт-Петербурга по списку партии «Справедливая Россия», являлся членом постоянной комиссии по социальным вопросам, был членом фракции «Справедливая Россия: Родина/Пенсионеры/Жизнь». Плющенко редко появлялся на заседаниях, из-за чего депутаты хотели лишить его полномочий. 1 декабря 2011 года объявил о выходе из партии.
14 апреля 2007 года был утверждён членом наблюдательного совета по вопросам реализации федеральной целевой программы «Развитие г. Сочи как горноклиматического курорта (2006—2014 годы)».
В 2008 году вместе с Димой Биланом и скрипачом Эдвином Мартоном представлял Россию на конкурсе песни «Евровидение». Специально для Плющенко была установлена площадка с пластиковым льдом. Номер Believe занял 1-е место.
Представлял заявку города Сочи на проведение зимней Олимпиады 2014 года на сессии МОК в Гватемале.
Был телеведущим в проекте Первого канала «Звёзды на льду». Соведущей была фигуристка Ирина Слуцкая.
В июле 2014 года Плющенко снялся для социального ролика, призывающего людей заниматься спортом, и провёл тренировку на ринге с чемпионом мира по кикбоксингу Александром Липовым.

## Общественная позиция
В ходе президентских выборов 2018 года вошёл в состав движения Putin Team, выступавшего в поддержку Владимира Путина.
В июне 2020 года вместе с женой Яной Рудковской и сыном Александром снялся в ролике в поддержку поправок в конституцию. После обвинений в продажности со стороны Алексея Навального фигурист вызвал оппозиционера «обсудить вопрос по-мужски» на ринге в кикбоксинге.
В 2022 году поддержал нападение России на Украину, проводя патриотическую политику. 18 марта 2022 года выступил в «Лужниках» на митинге-концерте в честь годовщины аннексии Крыма Россией под названием «Za мир без нацизма! Zа Россию! Zа Президентa».
В декабре 2022 года Украина внесла Плющенко в санкционный список публичных лиц «которые публично призывают к агрессивной войне, оправдывают и признают законной вооруженную агрессию РФ против Украины».
В 2024 году стал доверенным лицом кандидата в президенты России Владимира Путина.

## Личная жизнь
18 июня 2005 года женился на Марии Ермак, изучавшей социологию в Петербургском университете. 15 июня 2006 года у них родился сын Егор. В феврале 2008 года официально развёлся. При разводе судом было установлено, что сын будет носить фамилию матери.
Сразу после победы на «Евровидении» Плющенко предложил продюсеру Димы Билана Яне Рудковской выйти за него замуж, и 12 сентября 2009 года они зарегистрировали брак. 6 января 2013 года родился сын Александр. 25 сентября 2020 года от суррогатной матери родился сын Арсений.

## Спортивные достижения

### Результаты после 2009 года
| Соревнования/Сезон                       | 2009/10 | 2011/12 | 2012/13 | 2013/14 |
| ---------------------------------------- | ------- | ------- | ------- | ------- |
| Зимние Олимпийские игры. Командный зачёт |         |         |         | 1       |
| Зимние олимпийские игры                  | 2       |         |         | WD      |
| Чемпионаты Европы                        | 1       | 1       | WD      |         |
| Чемпионаты России                        | 1       | 1       | 1       | 2       |
| Cup of Russia                            | 1       |         |         |         |
| Volvo Cup Latvija                        |         |         |         | 1       |

### Результаты до 2006 года
| Соревнования/Сезон                    | 1995/96 | 1996/97 | 1997/98 | 1998/99 | 1999/2000 | 2000/01 | 2001/02 | 2002/03 | 2003/04 | 2004/05 | 2005/06 |
| ------------------------------------- | ------- | ------- | ------- | ------- | --------- | ------- | ------- | ------- | ------- | ------- | ------- |
| Зимние олимпийские игры               |         |         |         |         |           |         | 2       |         |         |         | 1       |
| Чемпионаты мира                       |         |         | 3       | 2       | 4         | 1       |         | 1       | 1       | WD      |         |
| Чемпионаты Европы                     |         |         | 2       | 2       | 1         | 1       |         | 1       | 2       | 1       | 1       |
| Чемпионаты мира среди юниоров         | 6       | 1       |         |         |           |         |         |         |         |         |         |
| Чемпионаты России                     | 6       | 4       | 3       | 1       | 1         | 1       | 1       |         | 1       | 1       | 1       |
| Финалы Гран-при                       |         |         | 5       | 3       | 1         | 1       | 2       | 1       | 2       | 1       |         |
| Cup of Russia                         |         | 4       | 2       | 2       | 1         | 1       | 1       | 1       | 1       | 1       | 1       |
| Skate Canada                          |         |         |         | 1       |           |         |         |         | 1       |         |         |
| Trophee Lalique                       |         |         |         |         |           |         |         |         | 1       |         |         |
| NHK Trophy                            |         |         |         | 1       | 1         | 1       |         |         |         |         |         |
| Bofrost Cup on Ice                    |         |         |         |         | 1         | 1       | 1       | 1       |         |         |         |
| Skate America                         |         |         | 2       |         |           |         |         |         |         |         |         |
| Finlandia Trophy                      |         | 7       | 3       |         |           | 1       |         |         |         |         |         |
| Blue Swords                           |         | 1       |         |         |           |         |         |         |         |         |         |
| Европейские олимпийские юношеские дни |         | 1       |         |         |           |         |         |         |         |         |         |
| Игры доброй воли                      |         |         |         | 3       |           |         | 1       |         |         |         |         |

- WD = снялся с соревнования по рекомендации врачей из-за травмы

## Награды и звания
Третий человек в России, после Сергея Колесникова и Анатолия Антонова, дважды награждённый орденом Почёта.
- Орден Почёта (22 февраля 2007) — за большой вклад в развитие физической культуры и спорта, высокие спортивные достижения[71]
- Орден Почёта (24 февраля 2014) — за большой вклад в развитие физической культуры и спорта, высокие спортивные достижения на XXII Олимпийских зимних играх 2014 года в городе Сочи[72]
- Орден Дружбы (5 мая 2003) — за большой вклад в развитие физической культуры и спорта, высокие спортивные достижения на Играх XIX Олимпиады 2002 года в Солт-Лейк-Сити[73]
- Медаль ордена «За заслуги перед Отечеством» I степени (5 марта 2010) — за большой вклад в развитие физической культуры и спорта, высокие спортивные достижения на Играх XXI Олимпиады 2010 года в Ванкувере[74]
- Медаль «За укрепление боевого содружества» (Минобороны)
- Медаль Николая Озерова (Министерство спорта Российской Федерации, 2012 год) — за спортивные достижения и большой личный вклад в популяризацию физической культуры и спорта[75]
- Медаль «За трудовую доблесть» (Минобороны, 2014 год) — за большой вклад в развитие физической культуры и спорта, высокие спортивные достижения на XXII Олимпийских зимних играх 2014 года[76]
- Заслуженный мастер спорта России
- Почётное звание «Лучший в спорте Санкт-Петербурга» (2006, Правительство Санкт-Петербурга)
- Почётный диплом Законодательного Собрания Санкт-Петербурга (2002)
- Почётный диплом Законодательного Собрания Санкт-Петербурга (2006)
- Лауреат Национальной спортивной премии «Слава» как лучший спортсмен России 2006 года[77]
- Почётный знак Российской федерации фигурного катания (2003)[78]
- Лауреат Молодёжной премии Санкт-Петербурга (2002)[79]
- Спортсмен года по версии мужского журнала GQ (2006)[80]
- Лауреат национальной премии «Россиянин года» (2006)[81]
- Лауреат Премии «Российский Национальный Олимп» (2007)[82]
- Самый модный спортсмен по версии Fashion TV People Awards (2007)[83]
- Спортсмен года по опросу, проведённому ВЦИОМ (2013)[84].